# Dobrogost z Dzwonowa
Dobrogost z Dzwonowa herbu Nałęcz (XIV w., zm. m. listopadem 1319 a kwietniem 1321) – wojewoda poznański.

## Życiorys
Nie jest znana data jego urodzenia, ani śmierci. Na początku 1308 mianowany przez Henryka III głogowskiego wojewodą poznańskim. Być może Dobrogost popierał Henryka w jego dążeniach do zdobycia korony Królestwa Polskiego, albo Henryk w ten sposób szukał poparcia możnego rodu wielkopolskiego. Niemniej, Dobrogost wraz z krewnymi oraz Grzymalitami i Zarembami pomógł Władysławowi Łokietkowi obalić rządy książąt głogowskich w Wielkopolsce. Pierwszy raz Dobrogost wystąpił przeciw Głogowczykom prawdopodobnie w 1310 na zjeździe rodzinnym w Dzwonowie, gdzie obecni byli przedstawiciele rodu Nałęczów sprzyjający Łokietkowi. Gdy w 1314 Łokietek zajął Wielkopolskę, Dobrogost utrzymał się na urzędzie wojewody. W 1316 sprzymierzeńcy książąt głogowskich Brandenburczycy oblegali Dzwonowo.
Wraz z synem w 1314 toczył spór majątkowy z biskupem poznańskim Andrzejem Zarembą.